# Terry McDermott
Terence McDermott, també conegut com a Terry McDermott, (Liverpool, 8 de desembre de 1951) és un exfutbolista anglès dels anys 1970 i 1980 i entrenador.

## Trajectòria
Format al modest Bury, començà a destacar al Newcastle United on debutà el 1973. Una temporada més tard el Liverpool FC de Bob Paisley el contractà. Romangué al club de Merseyside entre novembre de 1974 i setembre de 1982, període en el qual acumulà gran quantitat de títols, destacant cinc lligues angleses, tres Copes d'Europa i una Copa de la UEFA.
El 1982 retornà al Newcastle, on jugà al costat del seu antic company al Liverpool Kevin Keegan i els joves Chris Waddle i Peter Beardsley. Posteriorment defensà els colors del Cork City FC irlandès i l'APOEL Nicòsia xipriota.
El 7 de setembre de 1977 Ron Greenwood el va fer debutar amb la selecció d'Anglaterra en un amistós a Wembley enfront Suïssa que finalitzà amb empat a 0. Participà en l'Eurocopa de 1980 i al Mundial de 1982. Aquest mateix any finalitzà la seva carrera amb la selecció.
Quan Kevin Keegan esdevingué entrenador del Newcastle el 5 de febrer de 1992, McDermott en fou assistent. Continuà com a assistent al Newcastle amb Kenny Dalglish i més tard, el 2005, amb Graeme Souness, Glenn Roeder, Sam Allardyce i Keegan novament. El 19 de desembre de 2008 fou nomenat entrenador assistent al Huddersfield Town.

## Palmarès
Newcastle United
- Copa anglo-italiana de futbol: 
  - 1973
- Texaco Cup: 
  - 1974

Liverpool
- Copa d'Europa de futbol: 
  - 1977, 1978, 1981
- Copa de la UEFA: 
  - 1976
- Supercopa d'Europa de futbol: 
  - 1977
- Lliga anglesa de futbol: 
  - 1976, 1977, 1979, 1980, 1982
- Copa de la Lliga anglesa de futbol: 
  - 1981, 1982
- Charity Shield: 
  - 1976, 1977, 1979, 1980

APOEL
- Lliga xipriota de futbol: 
  - 1985-86

Individual
- Jugador de l'any a Anglaterra (PFA): 1
  - 1980